# Saints Peter and Paul's Old Cathedral
Saints Peter and Paul's Old Cathedral (svenska: Sankt Petrus och Paulus gamla domkyrka) är en kyrka och före detta domkyrka belägen i Goulburn i New South Wales i Australien som tillhör den romersk-katolska kyrkan. Byggande påbörjades år 1871 och domkyrkan invigdes året därpå. Domkyrkan ritades av italienaren Andrea Stombuco på uppdrag av Goulburns dåvarande biskop William Lanigan. Fram till 1962, då en ny domkyrka byggdes i Australian Capital Territory, var Saints Peter and Paul's Old Cathedral stiftet Archdiocese of Canberra & Goulburns domkyrka.

## Historia
Den första katolska prästen kom till Goulburn 1838 och platsen för en kyrka utvaldes 1840. Fem år efter att den första katolska prästen hade kommit till Goulburn inleddes bygget av en kyrkobyggnad i murtegel på platsens av Saints Peter and Paul's Old Cathedral, och kyrkan färdigställdes 1847. I och med att området runt om Goulburn blev viktigare etablerades den 17 november 1862 stiftet Diocese of Goulburn. År 1867 blev William Lanigan biskop i Goulburn och kom fyra år senare att inleda bygget av en domkyrka. Lanigan anlitade italienaren Andrea Stombuco att rita domkyrkan, som kom att rita en kyrka i nygotikstilen baserad på hans kunskap om europeisk arkitektur. Bygget påbörjades den 12 december 1871 då den första stenen i domkyrkans skepp sattes på plats av Lanigan. Den första delen av domkyrkan invigdes den 17 november 1872.